# Soledad (pel·lícula de 1947)
Soledad és una pel·lícula dramàtica mexicana de 1947 dirigida per Miguel Zacarías i protagonitzada per Libertad Lamarque, René Cardona i Marga López.

## Argument
Una serventa argentina, Soledad Somellera (Libertat Lamarque), es casa en secret amb el seu patró, Roberto Covarrubias (René Cardona). No obstant això, ell l'abandona poc després per a casar-se amb una dona rica, revelant-li que les seves noces va ser falses. Soledad fuig, embarassada de Roberto, encara que poc després la mare de Roberto la localitza i li convenç de lliurar-li la seva filla perquè pugui créixer sense sofrir penúries. Soledad es converteix en una cantant famosa, adoptant el nom artístic de Cristina Palermo, mentre la seva filla, Evangelina (Marga López), creix en una nena consentida que, quan té l'oportunitat de conèixer Palermo, la tracta amb menyspreu, ignorant que és la seva mare.

## Repartiment
- Libertad Lamarque com Soledad Somellera / Cristina Palermo.
- René Cardona com Roberto Covarrubias.
- Marga López com Evangelina.
- Rubén Rojo com Carlos.
- Consuelo Guerrero de Luna com Marina.
- Rafael Alcayde com Arturo (com Rafael Alcaide).
- Prudencia Grifell com Mamà de Roberto.
- Elena Contla com Petra, serventa.
- Pepe Martínez com Evaristo (com Pepito Martinez).
- Armida Bracho com Elena.
- Alicia Caro com Florista (no acreditada).
- José Escanero com Don Paco, llicenciat (no acreditat).
- Ana María Hernández com Invitada a sopar (no acreditada).
- Salvador Lozano com Doctor (no acreditado).
- Rubén Márquez com Home en restaurant (no acreditat).
- Elda Peralta com Amiga d'Evangelina (no acreditada).
- Ignacio Peón com Testigo en noces (no acreditat).
- Félix Samper com Home en restaurant (no acreditat).
- Armando Sáenz com Amic de Carlos (no acreditat).

## Recepció
Soledad va ser la segona pel·lícula realitzada per Libertad Lamarque a Mèxic, després de Gran Casino (1946) de Luis Buñuel. Alguns crítics de cinema, com Isaac León Frías, Stuart A. Day, i altres, van considerar a la pel·lícula com una recuperació per Lamarque després que Gran Casino no tingués una recepció favorable.